# European Retrievable Carrier
L'European Retrievable Carrier (EURECA) è stato un satellite da 4,5 tonnellate e recante a bordo 15 esperimenti, finanziato dall'ESA.
Il satellite, il cui acronimo si rifà alla storica espressione "Eureka!" esclamata da Archimede, è stato costruito principalmente dalla tedesca MBB-ERNO ma la sua costruzione ha visto interessate, oltre ad altre ditte tedesche, anche aziende italiane, britanniche, belghe, olandesi e francesi.
Lo scopo principale della missione dell'EURECA era quello di testare la resistenza di diversi materiali all'esposizione prolungata alle condizioni di ambiente spaziale, compreso il comportamento dei suddetti di materiali in presenza di detriti spaziali, per questo, il satellite era dotato di celle in cui alloggiare i diversi esperimenti di scienza dei materiali.

## Lancio e storia
Alla nascita del progetto, era stato previsto che l'EURECA fosse posizionato in orbita e recuperato più volte, ogni volta con a bordo esperimenti diversi, grazie a varie missioni dello Space Shuttle. Ma, sebbene fossero state preventivate cinque missioni nei successivi dieci anni, di fatto il satellite fu utilizzato una volta sola poiché, nonostante il successo della prima missione, il consiglio dei ministri europeo decise di non finanziare le altre nove.
Il lancio dell'EURECA avvenne dal Complesso di lancio 39 del Kennedy Space Center il 31 luglio 1992, quando il satellite lasciò il pianeta Terra a bordo dello Space Shuttle Atlantis, nel corso della missione STS-46. Dopo due giorni, il 2 agosto, l'EURECA fu posto in un'orbita terrestre bassa e da qui, grazie a un proprio sistema di propulsori, raggiunse in una settimana la sua quota operativa a 508 km di altitudine, 83 km più in alto di dove era stato lasciato. Dopo quasi un anno, il 24 giugno 1993, il satellite fu messo fuori operatività e recuperato, grazie a un braccio robotico RMS, dallo Space Shuttle Endeavour nel corso della missione STS-57 che lo riportò poi sulla Terra il 1º luglio 1993.
L'EURECA è stato uno dei pochi veicoli spaziali privi di equipaggio che siano ritornati a terra senza aver subito alcun danno. Nel 2000, a causa dell'annullamento delle altre missioni che avrebbero dovuto vederlo come protagonista, il satellite è stato esposto al Museo svizzero dei trasporti di Lucerna.

## Struttura

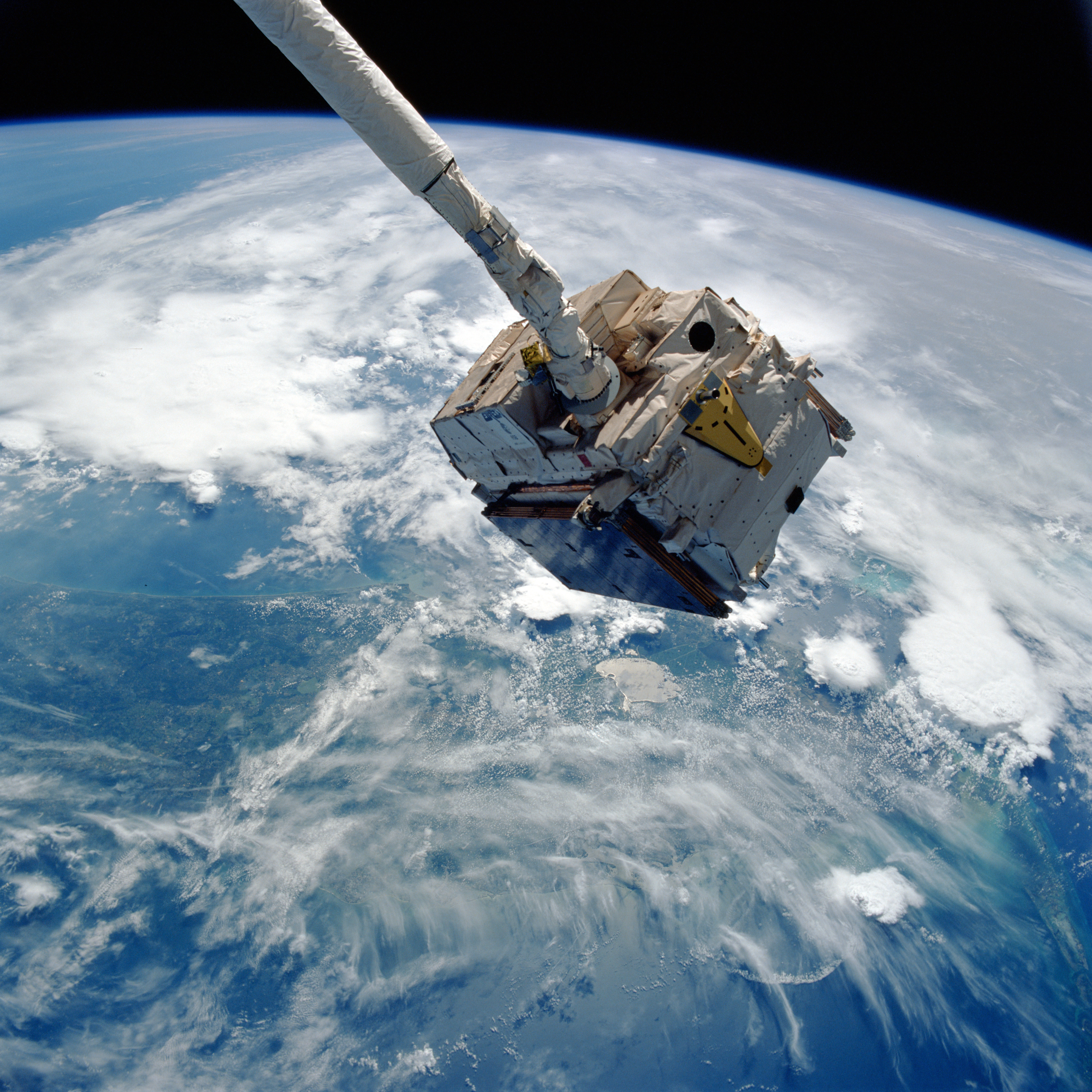
Il recupero dell'EURECA nel 1993

L'EURECA aveva la forma di un parallelepipedo alto 4,6 m con una base quadrata di lato 2,4 m ed era formato da una serie di elementi cubici realizzati in fibra di carbonio ad alta resistenza e in titanio.
L'energia necessaria era fornita al satellite da due pannelli solari retraibili e da quattro accumulatori nichel-cadmio dalla capacità di 40 Ah. L'orientazione e la stabilizzazione triassiale dell'EURECA erano garantite da un sistema di bobine magnetiche e da un apparato di controllo ad azoto. Il satellite era anche dotato di un sistema per il trasferimento orbitale formato da quattro propulsori che servì dapprima per portarlo alla sua altitudine operativa di 508 km e poi per riportarlo alla quota di recupero di circa 476 km (la sua quota era nel frattempo scesa a 490 km).
Oltre alle sopraccitate celle dedicate all'alloggiamento dei vari esperimenti, l'EURECA era anche dotato di piccoli telescopi dedicati all'osservazione solare.

## Esperimenti
L'EURECA portò in orbita 15 esperimenti, dedicati non solo, come detto, alla verifica del comportamento di diversi materiali ma anche inerenti l'esobiologia:
- Solution Growth Facility (SGF) (Belgio, Danimarca, Norvegia)
- Protein Crystallization Facility (PCF) (Germania)
- Exobiology Radiation Assembly (ERA) (Germania)
- Multi-Furnace Assembly (MFA) (Italia)
- Automatic Mirror Furnace (AMF) (Germania)
- Surface Forces Adhesion Instrument (SFA) (Italia)
- High Precision Thermostat Instrument (HPT) (Germania)
- Solar Constant and Variability Instrument (SOVA) (Belgio)
- Solar Spectrum Instrument (SOSP) (Francia)
- Occultation Radiometer Instrument (ORI) (Belgio)
- Wide Angle Telescope (WATCH) (Danimarca)
- Timeband Capture Cell Experiment (TICCE) (Gran Bretagna)
- Radio Frequency Ionization Thruster Assembly (RITA) (Germania)
- Inter-Orbit Communications (IOC) (Francia/Paesi Bassi)
- Advanced Solar Gallium Arsenide Array (ASGA) (Italia)

## Analisi ai raggi X del 2016
Nell'estate del 2016, l'EURECA è stato trasportato ai Laboratori federali svizzeri per la scienza e la tecnologia dei materiali di Dübendorf, vicino a Zurigo, dove è stato sottoposto a diverse scansioni a raggi X. Lo scopo era quello di verificare quanto e se un'esposizione di undici mesi all'ambiente spaziale avesse danneggiato gli esperimenti trasportati dal satellite e la sua stessa struttura.. Dopo le analisi, l'EURECA è stato nuovamente trasportato al Museo svizzero dei trasporti ed esposto per la prima volta con entrambi i pannelli solari allungati.